# Rockvale
Para Rockvale, no estado de Montana, consulte Rockvale
Rockvale é uma cidade  localizada no estado americano de Colorado, no Condado de Fremont.

## Demografia
Segundo o censo americano de 2000, a sua população era de 426 habitantes.
Em 2006, foi estimada uma população de 443, um aumento de 17 (4.0%).

## Geografia
De acordo com o United States Census Bureau tem uma área de
2,5 km², dos quais 2,5 km² cobertos por terra e 0,0 km² cobertos por água. Rockvale localiza-se a aproximadamente 1665 m acima do nível do mar.

## Localidades na vizinhança
O diagrama seguinte representa as localidades num raio de 16 km ao redor de Rockvale.